# I skuggan av ett brott (film, 1987)
I skuggan av ett brott (originaltitel: Someone to Watch Over Me) är en amerikansk film från 1987.

## Handling
Claire är enda vittnet till ett mord och riskerar att själv bli mördad av mördaren. Hon får polisbeskydd. En av beskyddarna är Mike och de båda blir snart förälskade i varandra.

## Om filmen
Filmen är inspelad i New York och ombord på RMS Queen Mary. Den hade världspremiär i USA den 9 oktober 1987 och svensk premiär den 11 mars 1988 i Stockholm, Göteborg och Malmö. Åldersgränsen är 15 år.

## Rollista (urval)
- Tom Berenger - Mike Keegan
- Mimi Rogers - Claire Gregory
- Lorraine Bracco - Ellie Keegan
- Jerry Orbach - Garber

## Musik i filmen
- Someone to Watch Over Me, skriven av George Gershwin och Ira Gershwin, framförd av Sting
- Johnny Come Home, skriven av David Steele och Roland Gift, framförd av Fine Young Cannibals
- Suspicious Minds, skriven av Francis Zambon, framförd av Fine Young Cannibals
- Eight Little Notes, skriven och framförd av Audrey Hall
- Cry, skriven av Churchill Kahlman, framförd av Johnnie Ray
- Freedom Overspill, skriven av Steve Winwood, George Flemming och James Hooker, framförd av Steve Winwood
- What More Can I Ask, skriven av Ray Noble och Anona Winn, framförd av Ray Noble and His Orchestra
- Marie, Marie, skriven av Dave Alvin, framförd av The Blasters+
- Smoke Gets In Your Eyes, skriven av Jerome Kern och Otto Harbach, framförd av Irene Dunne
- Memories of Green, skriven av Vangelis, framförd av The New American Orchestra
- Walk Right In, skriven av Gus Cannon och H. Woods, framförd av Tex Seneka
- Someone to Watch Over Me, skriven av George Gershwin och Ira Gershwin, framförd av Gene Ammons, Richard Wyands, Doug Watkins och J.C. Heard
- Someone to Watch Over Me, skriven av George Gershwin och Ira Gershwin, framförd av Roberta Flack
- Ebben? ne andro lontana ur La Wally, skriven av Alfredo Catalani, framförd av Wilhelmenia Fernandez och The London Symphony Orchestra
- Viens Malika... Dôme épais le jasmin ur Lakmé, skriven av Léo Delibes, framförd av Mady Mesplé och Danielle Millet
- Gloria, skriven av Antonio Vivaldi
- Aria ur Goldbergvariationerna, skriven av Johann Sebastian Bach